# Salto Belo
Salto Belo é uma queda d'água localizada no município de Campo Novo do Parecis, no estado de Mato Grosso, Brasil. Possui 45 metros de queda, formando uma volumosa cortina d'água. Se situa em uma reserva indígena à 74 km do centro da cidade de Campo Novo do Parecis. Suas águas são de procedência do Rio Sacre.
Em 2009, o esportista Pedro Oliva desceu a cachoeira num caiaque, conquistando o então record mundial de "caiaque extremo", que foi superado em 2010.